# Thysanotus brachyantherus
Thysanotus brachyantherus är en sparrisväxtart som beskrevs av Norman Henry Brittan. Thysanotus brachyantherus ingår i släktet Thysanotus och familjen sparrisväxter. Inga underarter finns listade i Catalogue of Life.